# Ula Tirso
Ula Tirso (en sard, Ula) és un municipi italià, dins de la província d'Oristany. L'any 2007 tenia 634 habitants. Es troba a la regió de Barigadu. Limita amb els municipis d'Ardauli, Busachi, Ghilarza, Neoneli i Ortueri (NU).

## Administració
| Període | Identitat               | Partit |
| ------- | ----------------------- | ------ |
| 2005-   | Antonio Francesco Piras | Centre |